# William Bell junior

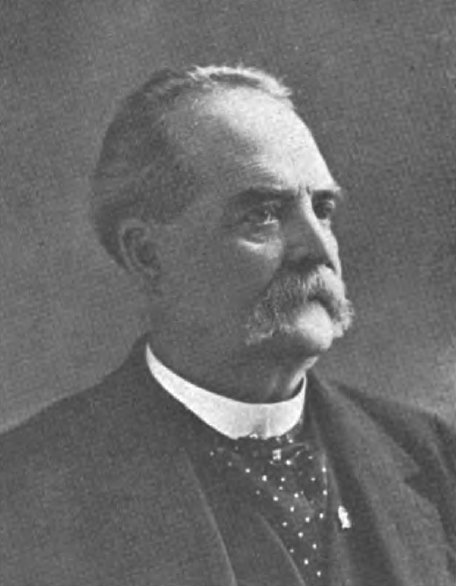
William Bell junior

William Bell junior (* 23. August 1828 in Utica, Ohio; † 16. Juli 1902) war ein US-amerikanischer Politiker (Demokratische Partei). Er saß im Repräsentantenhaus von Ohio und war von 1875 bis 1877 Secretary of State von Ohio.

## Werdegang
William Bell junior wurde 1828 im Licking County geboren und wuchs dort auf. Er besuchte Gemeinschaftsschulen und die Martinsburg Academy. 1852 wählte man ihn zum Sheriff im Licking County – ein Posten, den er zwei Jahre lang bekleidete. Bell wurde im Juli 1855 zum Postmeister von Newark ernannt. Er hielt den Posten bis zu seinem Rücktritt 1858, um eine erneute Nominierung zum Sheriff anzunehmen. Nach seiner Wahl bekleidete er den Posten vier Jahre lang. 1863 wählte man ihn zum County Auditor. Er hielt den Posten sieben Jahre lang.
Bell wurde 1871 für das Licking County in das Repräsentantenhaus von Ohio gewählt und 1873 wiedergewählt. Als er dann 1874 zum Secretary of State gewählt wurde, trat er von seinem Abgeordnetensitz zurück. Bei der Wahl von 1874 besiegte er den Republikaner Allen T. Wikoff. Bell hielt den Posten zwei Jahre lang. Bei seiner Wiederwahlkandidatur im Jahr 1876 erlitt er eine Niederlage gegenüber dem Republikaner Milton Barnes und schied 1877 aus dem Amt.
1878 wurde Bell zum Commissioner of Railroads and Telegraphs ernannt. Er hielt den Posten zwei Jahre lang. 1881 wählte man ihn für das Franklin County in die Ohio General Assembly. Er saß dort zwei Jahre lang. Danach kehrte er nach Newark zurück. 1892 wählte man ihn dort zum Bürgermeister. Er bekleidete den Posten zwei Jahre lang. 1894 wählte man ihn zum Auditor. Bell hielt den Posten sechs Jahre lang. Er saß zwischen 1900 und 1902 wieder im Repräsentantenhaus von Ohio.
Bell war ein Campbellite. Er heiratete am 1. Januar 1856 Lizzie O. Ochletree. Das Paar hatte drei Kinder: Sam C., Virginia M. und Maggie O.